# Facticiel
Un facticiel (mot valise composé des mots « logiciel » et « factice ») est un type de logiciel malveillant qui se fait passer pour un logiciel, le plus souvent de sécurité ou de performance système. 
Le terme a été introduit en 2009 par l'éditeur Symantec dans un rapport de sécurité.
Les facticiels se présentent comme des logiciels de sécurité en reproduisant leur apparence, et renforcent l'impression de légitimité par le fait qu'ils sont souvent payants. Ils peuvent permettre le détournement de données personnelles. Le nombre d'installations de ce type de logiciel malveillant a été estimé à 43 millions par an en 2009.